# Calchi
Calchi o Carchi (in greco Χάλκη?, Chálki) è un'isola greca del Mar Egeo, nel Dodecaneso, situata a 6 km dalle coste dell'isola di Rodi, con soli 28 km² di superficie è la più piccola isola abitata stabilmente dell'arcipelago. Dal punto di vista amministrativo è un comune della periferia dell'Egeo Meridionale (unità periferica di Rodi) con una popolazione di 475 abitanti (censimento 2021) che comprende l'isola omonima più alcune isole disabitate tra le quali quella di Limonia.